# مقاطعة جيسامين (كنتاكي)
مقاطعة جيسامين (بالإنجليزية: Jessamine County)‏ هي إحدى المقاطعات في ولاية كنتاكي في الولايات المتحدة الأمريكية.

## أعلام
- مارفن غاي سينيور
- ماري وارتون
- صموئيل ودسون برايس
- جوزيف س. بورتر
- ويليام أورلاندو باتلر